# Gonianotus
Gonianotus är ett släkte av insekter. Gonianotus ingår i familjen fröskinnbaggar.
Släktet innehåller bara arten Gonianotus marginepunctatus.